# George Firestone

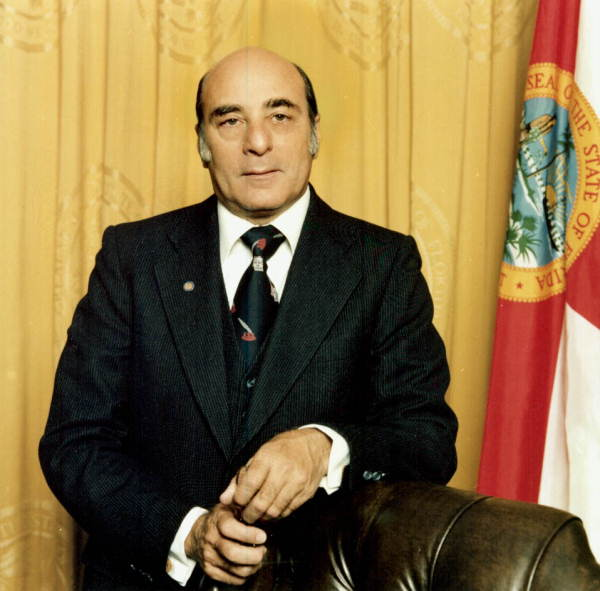
George Firestone

George Firestone (* 13. Mai 1931 in New York City; † 2. März 2012 in Hollywood, Kalifornien) war ein US-amerikanischer Unternehmer und Politiker der Demokratischen Partei, der sowohl dem Repräsentantenhaus als auch dem Senat von Florida als Mitglied angehörte und zwischen 1978 und 1987 als Secretary of State die drittwichtigste Funktion in der Regierung dieses US-Bundesstaates bekleidete.

## Leben
Firestone verbrachte seine ersten Lebensjahre in New York City und zog dann 1936 mit seinen Eltern nach Miami, wo seine Mutter als Kellnerin in einem Restaurant arbeitete und er sie zur Arbeit begleitete. Nach dem Schulbesuch leistete er bis 1952 seinen Militärdienst als Koch in der US Army. Im Anschluss kehrte er nach Miami zurück und eröffnete dort einen Sicherheitsdienst und ein Reinigungsunternehmen. 
1966 wurde Firestone als Kandidat der Demokratischen Partei erstmals als Mitglied in das Repräsentantenhaus von Florida gewählt und vertrat in diesem bis 1972 die Interessen des Wahlkreises Miami-Dade County, ehe er im Anschluss bis 1978 Mitglied des Senats von Florida war. 
1978 wurde er Secretary of State von Florida und übernahm damit nach den Gouverneuren Reubin Askew und Bob Graham sowie dem Vizegouverneur die drittwichtigste Funktion in der Regierung des Bundesstaates ein. Während seiner Amtszeit setzte sich insbesondere durch die Förderung von Freihandelszonen für eine Stärkung des Außenhandels ein. Des Weiteren engagierte er sich in dieser Funktion für Kunst und Kultur des Bundesstaates. Nachdem Firestone aus Enttäuschung über die Entwicklung der Politik zurückgetreten war, wurde Bruce Smathers 1987 Nachfolger als Secretary of State. Für sein langjähriges Engagement verlieh ihm die Nova Southeastern University einen Ehrendoktor.
Im Anschluss arbeitete er zunächst für die Investmentgesellschaft Smith Barney, ehe er das Unternehmensberatungsunternehmen Tecton gründete. Dieses richtete er auch international aus und unternahm dafür zahlreiche Geschäftsreisen nach Australien, China und Russland.
Firestone starb in einer Einrichtung für betreutes Wohnen in Hollywood an den Folgen der Alzheimer-Krankheit.